# Muriel Casals i Couturier
Pour les articles homonymes, voir Casals et Couturier.
Muriel Casals i Couturier, née le 6 avril 1945 à Avignon et morte le 14 février 2016 à Barcelone, est une économiste et femme politique française, naturalisée espagnole.
Engagée dans la lutte pour l'indépendance de la Catalogne, elle est élue députée au Parlement de Catalogne en 2015 sur la liste d'Ensemble pour le oui.

## Biographie
Muriel Casals est la fille de Lluís Casals, avocat espagnol républicain, et d'Augusta Couturier, institutrice, originaire de Saint-Étienne, qui ont dû s'exiler en 1939 après la défaite de l'armée républicaine. Rentrée en Catalogne peu après sa naissance, elle obtient une maîtrise d'histoire à l'université de Barcelone et, en 1981, elle soutient une thèse d'histoire économique à l'université autonome de Barcelone (UAB) (La indústria tèxtil llanera i la guerra 1914-18). Son domaine de recherche s'étend des reconversions industrielles à l'histoire de la pensée économique et l'économie européenne.
Longtemps professeure au département d'économie et d'histoire économique de l'université autonome de Barcelone, elle a été professeure invitée dans plusieurs universités britanniques : l'université d'Édimbourg, la London School of Economics et l'Université du Pays de Galles à Bangor. Entre 2002 et 2005 elle est vice-rectrice chargée des relations internationales et de la coopération interuniversitaire. Entre 2002 et 2009, elle représente l'UAB au sein du réseau des universités de la Catalogne, Valence et des Îles Baléares. En tant que spécialiste de l'histoire économique, elle participe de façon régulière dans les médias écrits et audiovisuels.
Elle a été membre du Parti socialiste unifié de Catalogne (PSUC), puis d'Initiative pour la Catalogne Verts (ICV). En 2010, elle est élue présidente de l'association Òmnium Cultural, où elle mène une campagne active en faveur de l'indépendance de la Catalogne.
Aux élections au Parlement de Catalogne de 2015, elle est candidate en troisième position sur la liste d'Ensemble pour le oui dans la province de Barcelone. Elle est élue députée avec trente-et-un de ses colistiers le 27 septembre. Au Parlement, elle est élue présidente de la commission d'étude du processus constituant le 28 janvier 2016.
Elle meurt le 14 février 2016 à Barcelone, des suites d'un accident de la circulation.

## Distinctions
- Médaille d'or de la Généralité de Catalogne en 2016, à titre posthume[5].
- Médaille d'or de la ville de Barcelone en 2016, à titre posthume[6].

## Publications
- 1992 : (ca) La indústria a Catalunya. Tèxtil i confecció, avec V. Fabregat, F. Balcells et O. Homs (Departament d'Indústria i Energia de la Generalitat de Catalunya)
- 1994 : (ca) "Crisi i renovació del tèxtil: La diversificació de la base econòmica", dans Sabadell: Indústria i Ciutat. 1800-1980, J.M. Benaut, E. Deu, J. Calvet (eds.) (Abadia de Montserrat)
- 1999 : (ca) "La cultura, el mercat i la política", dans Informe per a la Catalunya del 2000. Societat, Economia, Política, Cultura (Fundació Jaume Bofill. Mediterrànea)
- 2000 : (en) "Women and Work in Catalonia: Is Catalonia still a working society?", dans Networking Europe. Eassys on Regionalism and Socialdemocracy, E Bort and N. Evans (eds.) (Liverpool University Press)
- 2007 : (en) "Solving the 'national' problems of Europe", dans European Union, the Next Fifty Years (FT-LSE)
- 2007 : (ca) "Per una Europa oberta", dans Onze de Frankfurt (Institut Ramon Llull)
- 2013 : (ca) La fam i l'orgull (Ara Llibres)